# Коммунистическая партия Вьетнама
Коммунистическая партия Вьетнама (КПВ) (Đảng Cộng sản Việt Nam, Данг Конг шан Вьет Нам); основана как филиал Французской коммунистической партии 3 февраля 1930 года в Гонконге, с октября 1930 по 1945 — Коммунистическая партия Индокитая (КПИК, вьет. Đông Dương Cộng sản Đảng), с 1945 по 1951 была формально распущена, с 1951 по 1976 называлась Партия трудящихся Вьетнама (ПТВ) — в настоящее время правящая и единственная легальная партия Вьетнама, стоящая на коммунистической идеологии и поддерживаемая Отечественным фронтом Вьетнама, в состав которого она входит. Во вьетнамском обществе также известна как «Партия» (вьет. Đảng, данг) или «наша Партия» (Đảng ta, данг та).

## История

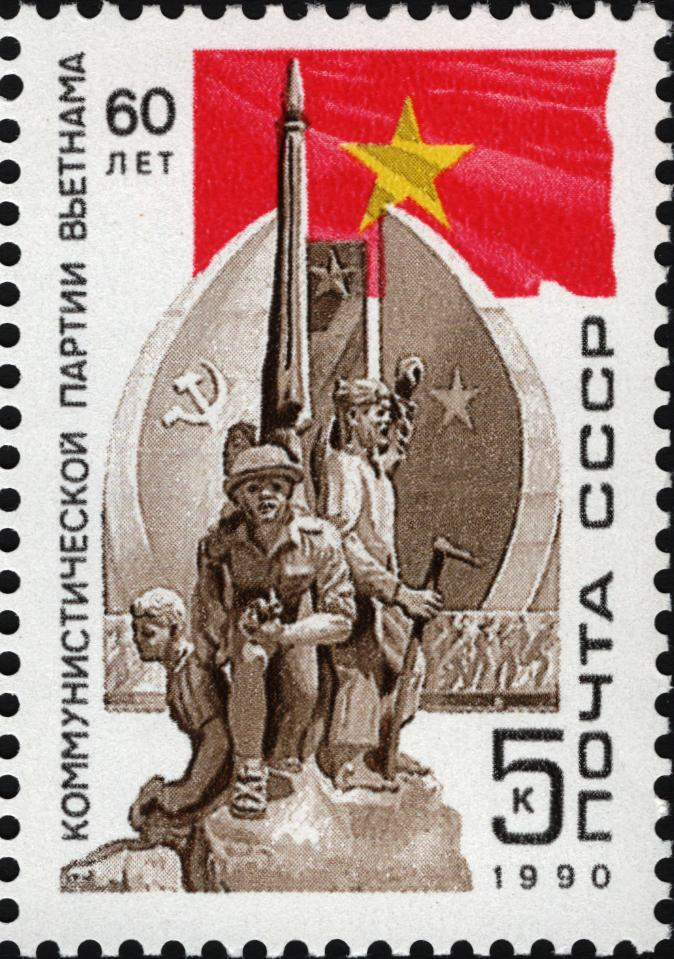
60-летие компартии Вьетнама. Памятник борцам за свободу. Почта СССР. 1990 год.

### Предпосылки создания
Весной 1925 года в Гуанчжоу на базе имевшихся во Вьетнаме коммунистических групп было основано Товарищество революционной молодёжи Вьетнама (Việt Nam Thanh Niên Kách Mệnh Hội), сокращённо ТРМВ (Thanh Niên, тхань ньен). Политическими и социальными целями группы назывались национальная независимость и перераспределение земли в пользу трудящихся крестьян. Инициатором создания общества был функционер Коминтерна Хо Ши Мин, приехавший в декабре 1924 в Гуанчжоу из Москвы с целью революционаризации вьетнамских патриотических групп. Одной из задач Товарищества была подготовка вооружённой борьбы против французских колонизаторов, оккупировавших Вьетнам. ТРМВ было задумано как относительно открытая массовая организация во главе с центром, состоящим из пользующейся наибольшим доверием части членов и называвшимся Коммунистическая организация молодёжи (в 1929 в её состав входили 24 человека); Коммунистическая организация молодёжи также осуществляла руководство массовыми организациями Товарищество крестьян (вьет. Nông hội) и Товарищество рабочих (Công Hội). ТРМВ издавало газету «Тханьньен» («Молодёжь», с июня 1925 до апрель 1927), газету «Рабочий и крестьянин» (báo Công nông), с декабря 1926 по начало 1928), «Революционный солдат» (Lính Kách mệnh), с начала 1927 по начало 1928, и «Авангард Вьетнама» (Việt Nam Tiên phong), 1927, а также организовало политические курсы, подготовившие за период 1925—1927 свыше 300 партийных работников. С 1926 ТРМВ начало создавать свои первичные организации во Вьетнаме (свыше 1000 членов в 1929). Зональные комитеты Тонкина, Аннама и Кохинхины руководили провинциальными комитетами.
В 1928 году в результате репрессий со стороны Гоминьдана и связанного с этим ухудшение координации в активе ТРМВ проявились центробежные тенденции. 1—9 мая 1929 года ЦК ТРМВ созвал съезд, на который собралось 17 делегатов от трёх административных округа Вьетнама, Гонконга и Сиама. На съезде состоялась дискуссия между теми, кто выдвигал на первый план «национальный вопрос» (антиколониальную борьбу) и сторонниками приоритета социальной революции. В итоге три делегата с севера страны покинули съезд, называя оставшихся лидеров ТРМВ «фальшивыми революционерами» и «мелкобуржуазными интеллигентами», старающимися навести мосты к «антиреволюционному и антирабочему Гоминьдану».
7 июня более 20 делегатов из ячеек Товарищества в Тонкине провели конференцию в Ханое, объявив о роспуске ТРМВ и создании Индокитайской коммунистической партии (Đông Dương Đảng Cộng Sản, донг зыонг данг конг шан). Новая партия издала брошюры, детализирующие её позицию, основанную на документах, одобренных Шестым конгрессом Коминтерна в 1928. Начался выпуск трёх периодических изданий: газеты «Красный Флаг» (вьет. Co do), теоретического журнала «Серп и молот» (вьет. Búa Liềm) и профсоюзного издания «Красный Профсоюз» (вьет. Công hội do).
Оставшаяся часть, представляющая в основном ячейки Центрального и Южного Вьетнама, к осени 1929 года приняла название Коммунистическая партия Аннама (вьет. An Nam Đảng Cộng Sản).
В концу года оформилась и третья коммунистическая партия страны, Индокитайская коммунистическая лига (вьет. Đông Dương Cộng Sản Liên Đoàn), выросшая из другой национально-освободительной группы, существовавшей параллельно ТРМВ.

### Создание КПВ
Коммунистическая партия Вьетнама (КПВ) основана Хо Ши Мином и другими эмигрантами в Китае на конференции в Гонконге 3 февраля 1930 года под названием «Коммунистическая партия Вьетнама» (вьет. Việt Nam Đảng Cộng Sản) в результате объединения Индокитайской коммунистической партии и Коммунистической партии Аннама, а также некоторых членов Индокитайской коммунистической лиги.

### Переименование в КПИК и деятельность до Второй мировой войны
На 1-м пленуме ЦК (октябрь 1930) партия переименована в «Коммунистическую партию Индокитая» (КПИК, вьет. Đông Dương Cộng sản Đảng), принята политическая программа партии, определяющая задачи буржуазно-демократической революции в Индокитае и пути её перерастания в социалистическую.
В 1930—1931 КПИК возглавила выступления рабочих и крестьян Индокитая против колониального и феодального гнёта, подавленные французскими колониальными войсками. Важным шагом стало возникновение в провинциях Нгеан и Хатинь советов (Нгеан-Хатиньские советы).
В апреле 1931 года КПИК была принята в Коминтерн.
1-й съезд КПИК (27—31 марта 1935, Макао) избрал ЦК, принял ряд решений о работе партии, о создании единого антиимпериалистического фронта Индокитая, о поддержке Советского Союза.

### КПИК в годы Второй мировой войны

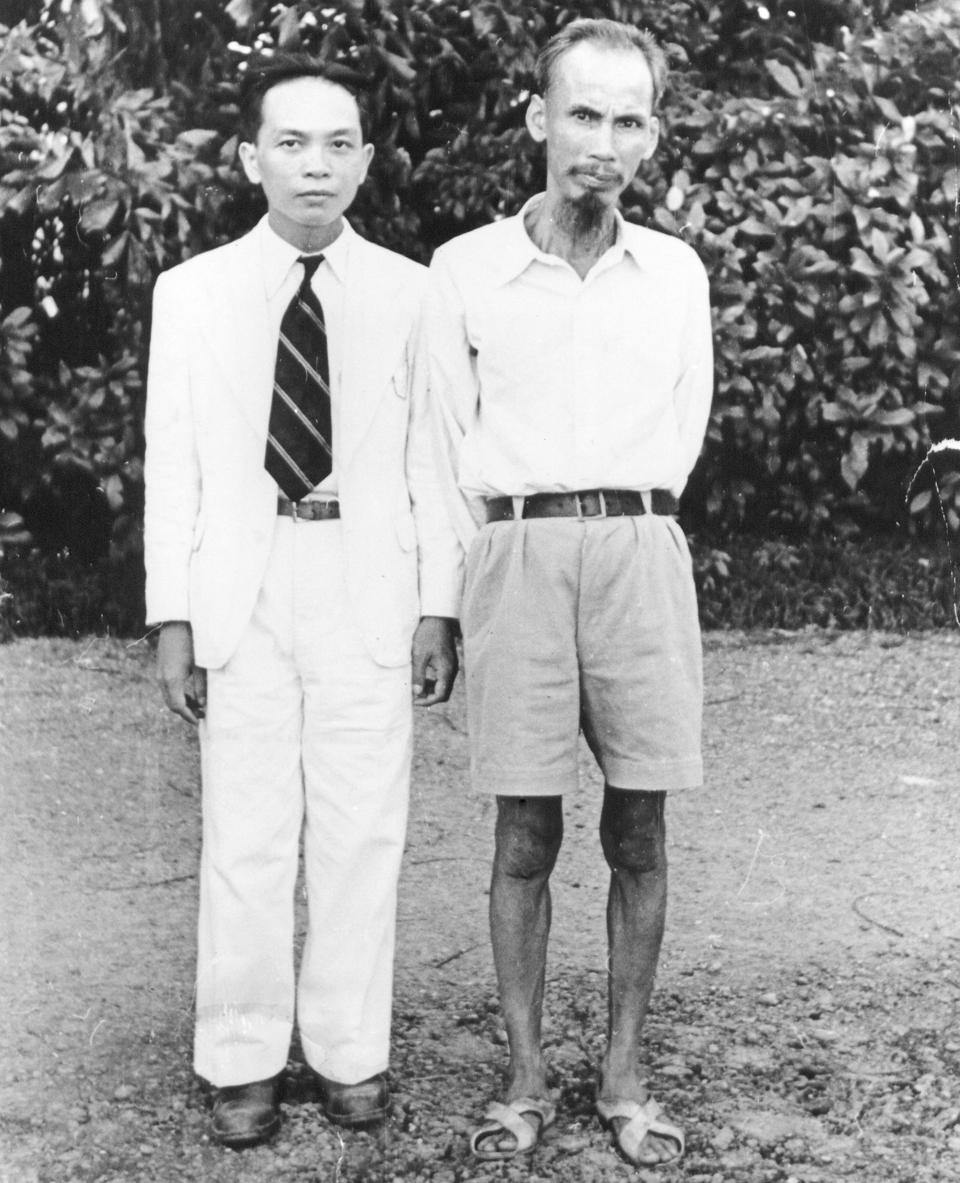
Во Нгуен Зяп и Хо Ши Мин в 1945 году

6 ноября 1939 года состоялся VI пленум ЦК Коммунистической партии Индокитая, на котором были рассмотрены вопросы деятельности в условиях начавшейся Второй мировой войны, принято решение о переходе от легальных и полулегальных к подпольным методам деятельности и подготовке условий к вооружённому восстанию.
Поражение Франции в мае 1940 года значительно ослабило французскую колониальную администрацию в Индокитае.
После японской оккупации Индокитая, 6—9 ноября 1940 года в Диньбанге (провинция Бакнинь) был проведён VII пленум ЦК КПИК, на котором было принято решение о создании единого антифашистского фронта Индокитая. В качестве противника был определён «франко-японский милитаристский империалистический блок».
КПИК направила значительное число своих членов в сельские районы для организации подпольной борьбы как против Франции, так и против Японии. В результате репрессий более 2 тысяч членов партии, включая её лидеров, были арестованы или убиты. После восстания в Кохинхине в 1940 многие члены ЦК, включая генерального секретаря Нгуен Ван Кы, были арестованы и убиты.
В мае 1941 на 8-м пленуме ЦК КПИК была утверждена программа борьбы за национальное освобождение, принята резолюция о подготовке вооруженного восстания. На пленуме было принято решение о создании Лиги борьбы за независимость Вьетнама (Вьетминь) — патриотической организации, боровшейся против иностранной оккупации. Завоевав бескомпромиссной борьбой против японцев авторитет среди жителей страны, Вьетминь смог начать формирование на освобождённой территории своих органов власти.
Лидер партии Хо Ши Мин в 1942 выехал в Китай для переговоров с Союзниками о военной помощи вьетнамским повстанцам, однако был арестован гоминьдановцами и провёл 14 месяцев в тюрьме.

### Августовская революция и война с Францией и США
Под руководством КПИК во Вьетнаме победила Августовская революция 1945, завершившаяся провозглашением 2 сентября 1945 Демократической Республики Вьетнам (ДРВ). В 1945 КПИК была формально распущена, но её активисты продолжали составлять ядро Вьетминя. После развязывания Францией колониальной войны против ДРВ в 1945—1946 активисты формально распущенной КПИК и Народное правительство призвали народ Вьетнама ко всеобщей войне Сопротивления. Численность присоединившихся к формально распущенной партии быстро росла: с 2—3 тысяч членов в 1944 — она возросла до 50 тысяч в 1946 и достигла 400 тысяч в 1950.

### Разделение КПИК и выделение ПТВ
2-й съезд КПИК (11—19 февраля 1951) формально восстановил партию, было принято решение разделить партию на отдельные Кхмерскую народно-революционную партию (КНРП), Лаосскую народную партию и Партию трудящихся Вьетнама (ПТВ). Съезд принял программу и устав ПТВ и избрал её ЦК. Основными задачами вьетнамской революции названо изгнание империалистических захватчиков и обретение независимости и единства страны, уничтожение колониального режима и искоренение остатков феодализма, развитие народно-демократического строя и создание основ социализма.
В ноябре 1953 на 1-й Всевьетнамской конференции ПТВ была принята программа проведения аграрной реформы, направленной на ликвидацию феодальной системы землевладения и установление крестьянской собственности на землю в соответствии с лозунгом «земля тем, кто её обрабатывает».
После подписания Женевских соглашений о прекращении военных действий в Индокитае с целью борьбы за объединение страны в 1955 году под руководством ПТВ был создан Отечественный фронт Вьетнама. В Северном Вьетнаме было начато строительство социализма. К концу 1960-х в ДРВ под руководством ПТВ было завершено кооперирование сельского хозяйства, частнокапиталистическая промышленность и торговля и кустарное производство преобразовано в социалистические.
3-й съезд ПТВ (сентябрь 1960) принял новый устав ПТВ, определил генеральную линию партии, направленную на строительство социализма в Северном Вьетнаме и борьба за мирное объединение Вьетнама. Съезд утвердил 5-летний плана развития народного хозяйства (1961—1965), предусматривавшие осуществление первого этапа социалистической индустриализации и завершение социалистического преобразования народного хозяйства. Под руководством ПТВ в ходе выполнения 3-летнего (1958—1960) и 5-летнего планов ДРВ превратился из аграрного в аграрно-индустриальное государство.
ПТВ осуществляло руководство борьбой вьетнамского народа во Второй Индокитайской войне. При этом в партийном руководстве существовали серьёзные разногласия между сторонниками максимально жёсткого курса и более умеренной группой. В 1967 году председатель Центральной организационной комиссии ЦК Ле Дык Тхо и министр общественной безопасности Чан Куок Хоан (при участии секретаря ЦК Ле Зуана и с согласия Хо Ши Мина) организовали кампанию репрессий против «антипартийной группы» умеренных и сторонников Во Нгуен Зиапа. Были арестованы и заключены в тюрьмы заместитель министра обороны Нгуен Ван Винь, заместитель министра сельского хозяйства Данг Ким Зянг, несколько высокопоставленных офицеров и партийных функционеров. Тем самым был нанесён серьёзный удар по сторонникам умеренного курса и ограничено политическое влияние Во Нгуен Зиапа.

### Восстановление названия КПВ
На 4-м съезде партии, состоявшемся в 1976 году, Партия трудящихся Вьетнама объединилась с Народно-революционной партией Южного Вьетнама, в результате чего было восстановлено название «Коммунистическая партия Вьетнама».
Резкое осложнение вьетнамо-китайских отношений, побег в КНР бывшего члена Политбюро Хоанг Ван Хоана (лидер прокитайского крыла КПВ) привели к очередной «партийной чистке» начала 1980-х годов.

### Политика обновления
6-й съезд Коммунистической партии в декабре 1986 стал поворотным в истории Вьетнама. На нём к власти пришло реформаторское крыло, представитель которого Нгуен Ван Линь был избран на пост генерального секретаря вместо консервативного Чыонг Тиня, продержавшегося во главе партии лишь полгода после смерти Ле Зуана. Ле Зуан стал последним руководителем партии, умершим на этом посту, в дальнейшем утвердилась практика отправлять генеральных секретарей в отставку по состоянию здоровья. Но главным решением партии стало начало политики обновления (по-вьетнамски «Дой Мой»), суть которой сводилась к развитию всех социально-экономических укладов, в том числе частного, поощрению личной инициативы, ослаблению механизма централизованного управления народным хозяйством, а также к политике «открытых дверей» во внешнеэкономических связях.
Поражение социализма в Восточной Европе и разрушение Советского Союза в 1991 привело к ускорению экономических реформ и внешнеполитической переориентации страны. В 1989 году были выведены вьетнамские войска из Камбоджи. В 1990 году генсек Нгуен Ван Линь тайно посетил КНР впервые после китайско-вьетнамской войны 1979 года. Вьетнамская дипломатия делала настойчивые шаги по налаживанию связей со странами — членами АСЕАН, в 1995 году Вьетнам вступил в эту региональную организацию. В 1991 году были полностью нормализованы отношения с Китаем, а в 1995 — с США.
В определённой степени были восприняты ранее отвергавшиеся позиции бывшего члена политбюро Хоанг Ван Хоана — сторонника реформ по китайской модели, эмигрировавшего в КНР в 1979. При подготовке к 7-му съезду на встрече ЦК 17-26 ноября 1990 была создана Платформа построения социализма в переходный период. В ней было сказано, что социализм, «независимо от извилистого пути вперед», является правильной дорогой, и коммунистическое движение должно оживиться перед лицом внутренних противоречий капитализма.
Состоявшийся в июне 1991 года 7-й партийный съезд подтвердил необходимость развития на путях рыночной экономики при сохранении социалистического ориентира общего движения страны. Это нашло своё отражение в принятых на съезде документах, в том числе партийной программе, уставе и «Стратегии социально-экономической стабилизации и развития в 1991—2000 гг.», а также в Конституции 1992 года, в которой признавались многоукладность экономики, право на частную собственность, давались гарантии от национализации иностранным инвесторам. На съезде произошла замена лидера партии. Генеральным секретарём ЦК КПВ был избран До Мыой.
На пленуме ЦК КПВ в июле 2005 года было принято решение, согласно которому члены партии могут заниматься предпринимательской деятельностью, это было подтверждено на 10-м съезде КПВ. Также было разрешено вступать в партию беспартийным бизнесменам. Предприниматели-члены КПВ не должны заниматься эксплуатацией трудящихся при осуществлении своей предпринимательской деятельности. На практике в КПВ вступают чиновники и военнослужащие, большинство предпринимателей во вступлении в партию не заинтересовано.

## Съезды КПВ
| Съезд | Дата                       | Место     | Делегатов              | Численность партии | Примечания |
| ----- | -------------------------- | --------- | ---------------------- | ------------------ | --- |
| 1-й   | 27—31 марта 1935           | Макао     | 13                     | 600                | Избран ЦК, принят ряд решений о работе партии, о создании единого антиимпериалистического фронта Индокитая, о поддержке Советского Союза.                                        |
| 2-й   | 11—19 февраля 1951         | Туенкуанг | 158 (53 отсутствовало) | 766 349            | Партия переименована в Партию трудящихся Вьетнама, приняты программа и устав партии, избран ЦК.                                                                                  |
| 3-й   | 5—12 сентября 1960         | Ханой     | 525 (51 отсутствовал)  | 500 000            | Принят новый устав, определена генеральная линия, направленная на строительство социализма в Северном Вьетнаме и борьбу за мирное объединение Вьетнама, утвердждён 5-летний план |
| 4-й   | 14—20 декабря 1976         | Ханой     | 1008                   | 1 550 000          | |
| 5-й   | 27—31 марта 1982           | Ханой     | 1033                   | 1 727 000          | |
| 6-й   | 15—18 декабря 1986         | Ханой     | 1129                   | ~1 900 000         | Начало политики обновления. Генеральным секретарём избран Нгуен Ван Линь. |
| 7-й   | 24—27 июня 1991            | Ханой     | 1176                   | 2 155 022          | Генеральным секретарём избран До Мыой. |
| 8-й   | 28 июня — 1 июля 1996      | Ханой     | 1198                   | 2 130 000          | Решение о новом лидере партии было принято, но реализовано через год — на пленуме генеральным секретарём избран Ле Кха Фьеу.                                                     |
| 9-й   | 19 — 22 апреля 2001        | Ханой     | 1168                   | 2 479 719          | Генеральным секретарём избран Нонг Дык Мань. Приход на высшие посты четвёртого поколения руководителей.                                                                          |
| 10-й  | 18 — 25 апреля 2006        | Ханой     | 1176                   | ~3 100 000         | Генеральным секретарём переизбран Нонг Дык Мань. |
| 11-й  | 12 — 19 января 2011        | Ханой     | 1377                   | ~ 3 600 000        | Генеральным секретарём избран Нгуен Фу Чонг. |
| 12-й  | 20 — 28 января 2016        | Ханой     | 1510                   | ~ 4 500 000        | Генеральным секретарём переизбран Нгуен Фу Чонг. |
| 13-й  | 25 января — 1 февраля 2021 | Ханой     | 1587                   | ~ 5 100 000        | |

## Организационная структура

### Национальный съезд партии
Съезд Коммунистической партии Вьетнама является высшим органом партии и проводится раз в 5 лет. На съезде делегаты определяют политику партии и Правительства Вьетнама, избирают Центральный комитет партии. Центральный комитет воплощает в жизнь принятые решения в период между съездами. В периоды между заседаниями ЦК решения съезда выполняет Секретариат ЦК и Политбюро ЦК.

### Центральный комитет
Центральный комитет КПВ назначает Президента СРВ, председателя Национального собрания и премьер-министра (назначения должны быть одобрены Национальным собранием).

### Генеральный секретарь
Генеральный секретарь ЦК КПВ — это высший пост в партии. Генеральный секретарь избирается Центральным комитетом на срок 5 лет (один человек может занимать пост генсека два пятилетних срока). Генеральный секретарь осуществляет контроль над работой Центрального комитета, Политбюро, Секретариата, отвечает за вопросы обороны, безопасности и иностранных дел. Генеральный секретарь занимает пост секретаря Центральной военной комиссии КПВ — высшего военного органа партии.
В 2011—2024 годах генеральным секретарём ЦК КПВ был Нгуен Фу Чонг. В 2018 году Нгуен Фу Чонг был избран президентом Вьетнама, сменил на этом посту скончавшегося Чан Дай Куанга. Комментаторы отмечали, что Нгуен Фу Чонг впервые после Хо Ши Мина совместил высшие посты в партии и государстве (статус Чыонг Тиня как председателя Госсовета СРВ не был равнозначен президентскому). 3 августа 2024 года пост генерального секретаря ЦК КПВ занял То Лам.

### Политбюро ЦК
Политбюро ЦК является высшим органом КПВ в периоды между собраниями ЦК, проводящимися дважды в год. Политбюро реализует решения, принятые предыдущим съездом партии или её ЦК. В обязанности Политбюро входит контроль за общенациональной реализацией решений съезда и ЦК, решение организационных и кадровых вопросов и имеет право подготовки и созыва заседаний пленарной сессии ЦК. Политбюро может быть распущено Центральным комитетом. Члены Политбюро избираются ЦК сразу после съезда КПВ. Политбюро 11-го созыва состоит из 14 человек. Решения политбюро принимаются коллективным образом.

### Секретариат
Секретариат, во главе которого стоит Генеральный секретарь, избирается ЦК сразу после съезда КПВ. Секретариат отвечает за решение организационных вопросов, надзор за работой Отделов ЦК, надзор и контроль за внедрение решений и директив партии, касающихся экономических, социальных, оборонных, международных вопросов, вопросов безопасности, и непосредственно отвечает за координацию множества партийных органов. Секретариат контролирует подготовку вопросов, поднимаемых на встречах Политбюро.

### Центральная военная комиссия
Центральная военная комиссия назначается Политбюро и включает в себя представителей Вооружённых сил страны. Комиссия подотчётна ЦК и, между его собраниями, Политбюро и Секретариату. Секретарём военной комиссии является генеральный секретарь КПВ, заместителем — министр обороны Вьетнама. Комиссия может вырабатывать руководящие принципы по политике вооруженных сил и обороны и играет руководящую роль во всех аспектах деятельности вооруженных сил. Комиссии подотчётен Общий политический отдел.

## Поколения руководителей КПВ
Руководителей КПВ делят на 4 поколения:
1. Хо Ши Мин, Тон Дык Тханг, Фам Ван Донг, Во Нгуен Зяп, Чыонг Тинь.
2. Ле Зуан, Ле Дык Тхо, Во Ти Конг, Нгуен Ван Линь.
3. До Мыой, Ле Дык Ань, Во Ван Киет.
4. Нонг Дык Мань, Нгуен Фу Чонг, Нгуен Тан Зунг, Нгуен Суан Фук.

## Однопартийная система
КПВ занимает положение правящей партии, превратившись в неотъемлемую часть государственного механизма («партия—государство»). В ноябре 1988 года были распущены Социалистическая и Демократическая партии, сохранявшие формальную самостоятельность.
В 1987—1989 шли дискуссии о демократизации, вопросы идейно-политической линии обсуждались на трёх пленумах ЦК КПВ: VI (март 1989 г.), VII (август 1989 г.) и VIII (март 1990 г.). Верх взяли те идеологи КПВ, которые считали, что плюрализм приведёт к отказу от социалистической перспективы, породит хаос и анархию. Сторонник политического плюрализма член Политбюро Чан Суан Бать на VIII пленуме ЦК КПВ был исключён из партии, как лидер антипартийной группировки, было признано необходимым сохранить однопартийную систему.
Процессы в высших эшелонах партии почти полностью закрыты для общества, что изначально было продиктовано стремлением соблюсти требования безопасности и не дать огласки разногласиям между соперничающими группами. Существующие в КПВ «группы интересов» организационно не оформлены. Информация о политических отношениях и конфликтах в значительной степени основана на версиях и косвенных признаках — предполагается, например, закулисное противоборство умеренного реформатора генерального секретаря Нгуен Фу Чонга и носителя жёсткой консервативной линии министра общественной безопасности То Лама.
Наиболее часто используется деление на реформаторов и консерваторов. Об условности такого деления можно судить по таким фактам: инициатор политики обновления Нгуен Ван Линь накануне VII съезда КПВ солидаризировался со своими оппонентами, а консерватор До Мыой руководил партией в период экономического подъёма в стране, сделав ставку на поощрение частного предпринимательства и иностранных
инвестиций. Эти течения расходятся не в выборе пути развития страны, а в оценке приемлемых темпов реформ.
В годы «холодной войны» за влияние боролись просоветская и прокитайская фракции, сейчас иногда говорят о противостоянии прокитайской и проамериканской. Хотя большая часть действующих высших руководителей закончила советские вузы и испытывает к России позитивные чувства, пророссийской группы нет.
Типичны как и для многих стран Востока кланово-родственные связи. В самом широком смысле во Вьетнаме различают северян, южан и выходцев из центральных провинций. Все руководители КПВ как правящей партии кроме Ле Зуана — выходцы из Северного Вьетнама. После начала политики обновления большинство руководителей правительства были выходцами с Юга. Логика этого такова: самый важный в стране пост генерального секретаря отдаётся выходцу из северных провинций — колыбели вьетнамской цивилизации, генерирующей политические решения и являющейся хранителем национальных традиций. Второй по важности пост, главы правительства, занимает уроженец южных провинций, которые отличаются повышенной социальной мобильностью и дали стране современную генерацию управленцев. Южане считаются наиболее последовательными сторонниками и знатоками рыночной экономики.
В повседневной жизни действуют более тонкие градации, учитывающие происхождение с точностью до провинции и сельской общины. Если министром стал представитель одного из таких кланов, то его земляки занимают ведущие посты на всех нижестоящих ступенях.

## Международные связи
Делегации Партии трудящихся Вьетнама участвовали в работе международных Совещаний коммунистических и рабочих партий в Москве в 1957 и 1960 годах.
В резолюции 10-го съезда партии отмечена необходимость обновления и усиление внешней политики партии. По состоянию на 2010 год, Комиссия международных связей Центрального комитета имела хорошие отношения с 222 политическими партиями в 115 странах. Согласно заявлениям партии, это — «важный вклад в ускорение процесса реконструкции, индустриализации и модернизации Вьетнама». Партия имеет международные отношения не только с коммунистическими партиями; отношения с некоммунистическими партиями устанавливаются, если соответствующие страны экономически важны для Вьетнама. Отношения с другими коммунистическими и рабочими партиями очень важны и основаны «на солидарности, дружбе, взаимной поддержке в борьбе за социализм в духе марксизма-ленинизма и истинного интернационализма рабочего класса». Партия ведёт постоянный обмен мнениями с этими партиями по теоретическим и практическим вопросам социалистического строительства, партийного здания и текущих проблем. КПВ активно участвует в международных встречах коммунистических и рабочих партий.
КПВ подчеркивает важность отношений с Народно-революционной партией Лаоса и Народной партией Камбоджи. Хорошие отношения поддерживает с Коммунистической партией Китая, Коммунистической партией Кубы, Трудовой партией Кореи, партией «Единая Россия». КПВ направляет делегации на съезды многих коммунистических партий мира.